# Där möllorna gå...
Där möllorna gå... är en svensk film från 1956 i regi av Bengt Järrel. Filmen var den sista som Edvard Persson medverkade i och förutom honom sågs bland andra Ingeborg Nyberg och Börje Mellvig i rollerna.
Filmen spelades in 1956 i Europafilms studio i Sundbyberg, Limhamn, Kielkanalen i Västtyskland samt orterna Alkmaar, Amsterdam, Haag, Haarlem och Harlingen i Nederländerna samt i Torekov. Manuset skrevs av Åke Ohlmarks och Henry Richter. Fotograf var Jan Lindeström, klippare Wic' Kjellin och kompositör Harry Arnold. Filmen premiärvisades den 26 december samma år på biografer i Göteborg, Malmö och Stockholm. Den var 97 minuter lång och barntillåten. Filmen var inspelad i färg.

## Handling
Tulpanodlaren Petter Pettersson ställer upp i en tävling med en av sina präktigaste blommor och vinner förstapris.

## Rollista
- Edvard Persson – Petter Pettersson Klang, kallad Blomsterpelle
- Ingeborg Nyberg – Bella, Klangs barnbarn
- Börje Mellvig – Kurt Brennerth, direktör
- Mimi Nelson – fru Ina Brennerth
- Harry Ahlin – Fredrik Storm, lotsförman
- Stina Ståhle – Hilda Storm, Fredriks fru
- Kristina Adolphson – Greta, Fredriks och Hildas dotter
- Gerard Lindqvist – Georg Svensson, extra lotsbiträde
- Kolbjörn Knudsen – Frithiof Bergzell, kontraktsprost
- Mim Persson – fru Frideborg Bergzell
- Kenneth Bergström	– Olle Bergzell
- Nils Kihlberg – Björn Johansson, chaufför med mera
- Fred Gerle – Hasse Johansson
- Hendrik Roessingh	– mijnheer Tjerk Hendrik van Schouten, vice konsul
- Toivo Pawlo – Fritz Jönsson, handelsträdgårdsmästare
- Karl Erik Flens – Kalle Träff, skutskeppare
- Bengt Ottekil	– Sture, skeppspojke
- Curt Löwgren – polisen Pettersson
- Olav Riégo – utställningstalare
- Rune Turesson – husar
- Curt Masreliez – husar
- Sten Hedlund – Tremån Wexell, bankdirektör
- Maritta Marke – Vivan Borglund, lottachef
- Gösta Prüzelius – Sidenius, landsfiskal
- Gunnel Wadner – fru Eva Sidenius
- Catrin Eggers – gymnast

### Fotnoter
1. 1 2 3  ”Där möllorna gå...'”. Svensk Filmdatabas. http://sfi.se/sv/svensk-filmdatabas/Item/?itemid=4516&type=MOVIE&iv=Basic&ref=/templates/SwedishFilmSearchResult.aspx?id%3d1225%26epslanguage%3dsv%26searchword%3dd%C3%A4r+m%C3%B6llorna+g%C3%A5%26type%3dMovieTitle%26match%3dBegin%26page%3d1%26prom%3dFalse. Läst 22 mars 2013.